# Liste de prénoms serbes
| Aa  | Bb  | Vv  | Gg  | Dd  | Ðđ   | Ee  | Žž  | Zz  | Ii  | Jj  | Kk  | Ll  | LJlj | Mm  | Nn  | NJnj | Oo  | Pp  | Rr  | Ss  | Tt  | Ćć   | Uu  | Ff  | Hh  | Cc  | Čč   | DŽ   | Šš  |
| Aa  | Бб  | Вв  | Гг  | Дд  | Ђђ   | Ee  | Жж  | Зз  | Ии  | Jj  | Kk  | Лл  | Љљ   | Мм  | Нн  | Њњ   | Oo  | Пп  | Pp  | Cc  | Тт  | Ћћ   | Yy  | Фф  | Xx  | Цц  | Чч   | Џџ   | Шш  |
| /a/ | /b/ | /v/ | /g/ | /d/ | /d͡ʑ/ | /ɛ/ | /ʒ/ | /z/ | /i/ | /j/ | /k/ | /l/ | /ʎ/  | /m/ | /n/ | /ɲ/  | /ɔ/ | /p/ | /r/ | /s/ | /t/ | /t͡ɕ/ | /u/ | /f/ | /x/ | /ʦ/ | /t͡ʃ/ | /d͡ʒ/ | /ʃ/ |

- Haut – A
- B
- C
- D
- E
- F
- G
- H
- I
- J
- K
- L
- M
- N
- O
- P
- Q
- R
- S
- T
- U
- V
- W
- X
- Y
- Z

## A
- (m)  Aron
- (m) Arkan
- (m) Aleksandar
- (m) Aleksa
- (m) Anastasije
- (m) Anastas
- (m) Arandjel
- (m) Arman
- (m) Andrija
- (m) Andrej
- (f) Aleksandra
- (f) Aleksija
- (f) Ana (en)
- (f) Anastasia
- (f) Anastasija
- (f) Adriana
- (f) Adrijana
- (f) Anđela
- (f) Anđelka
- (f) Angelina (en)
- (f) Anica
- (f) Anja anjelka (angela)

## B
- (m) Bane
- (m) Boban
- (m) Bogdan
- (m) Bogosav
- (m) Boris
- (m) Božidar
- (m) Bojan
- (m) Borisav
- (m) Borislav
- (m) Branislav
- (m) Bratislav
- (m) Boško
- (m) Blagoje
- (m) Blagomir
- (m) Budimir
- (m) Branko
- (f) Biljana
- (f) Biserka
- (f) Bogdana
- (f) Bogdanka
- (f) Božana
- (f) Božidarka
- (f) Bojana
- (f) Borka
- (f) Branislava
- (f) Brankica
- (f) Bratislava
- (f) Božica

## C
- (m) Cane
- (m) Cvetin
- (m) Cvetko
- (m) Cvetomir
- (m) Cvijan
- (m) Cvijetin
- (m) Cvijo
- (m) Cviko
- (f) Caja
- (f) Cajka
- (f) Caka
- (f) Cana
- (f) Cveta
- (f) Cvetana
- (f) Cvetanka
- (f) Ceca

## Č
- (m) Časlav
- (m) Čeda
- (m) Čedomir
- (m) Čubrilo
- (f) Časlavka
- (f) Čedomirka

## Ć
- (m) Ćetko
- (m) Ćile
- (m) Ćirilo
- (m) Ćiro
- (f) Ćana
- (f) Ćanka
- (f) Ćirka
- (f) Ćuba

## D
- (m) drago
- (m) Danko
- (m) David
- (m) Dalibor
- (m) Damir
- (m) Damjan
- (m) Danijel
- (m) Danilo
- (m) Danojlo
- (m) Darko (en)
- (m) Davorin
- (m) Dejan
- (m) Desimir
- (m) Despot
- (m) Dimitrije
- (m) Dimšo
- (m) Dinko
- (m) Djuran
- (m) Dmitar
- (m) Dobrašin
- (m) Dobrivoje
- (m) Dobrilo
- (m) Dobrica
- (m) Dobrosav
- (m) Dojčin
- (m) Dojčilo
- (m) Dorotej
- (m) Dositej
- (m) Dragan
- (m) Dragić
- (m) Dragiša
- (m) Dragoje
- (m) Dragojlo
- (m) Dragoljub
- (m) Dragomir
- (m) Dragorad
- (m) Dragoslav
- (m) Dragutin
- (m) Dražo
- (m) Dražen
- (m) Draško
- (m) Dušan
- (m) Duško
- (f) Dajana
- (f) Daliborka
- (f) Damjanka
- (f) Danica
- (f) Danijela
- (f) Danojla
- (f) Dara
- (f) Darinka
- (f) Dejana
- (f) Desanka
- (f) Despina
- (f) Dijana
- (f) Divna
- (f) Dikosava
- (f) Dinka
- (f) Dmitra
- (f) Dobrija
- (f) Dobrila
- (f) Dobrinka
- (f) Dobroslavka
- (f) Doris
- (f) Doroteja
- (f) Dostana
- (f) Dragana
- (f) Draginja
- (f) Dragica
- (f) Dragojla
- (f) Dragoslava
- (f) Drena
- (f) Drenka
- (f) Drinka
- (f) Dubravka
- (f) Duja
- (f) Dunja
- (f) Dušana
- (f) Dušanka
- (f) Dušica
- (f) Djurdja

## Đ
- (m) Đenadije
- (m) Đoka
- (m) Đokica
- (m) Đoko
- (m) Đorđe
- (m) Đorđo
- (m) Đuza
- (m) Đukan
- (m) Đura
- (m) Đurađ
- (m) Đurđe
- (m) Đurica
- (m) Đuro
- (f) Đeva
- (f) Đenadija
- (f) Đulijana
- (f) Đurđa
- (f) Đurđija
- (f) Đurđina
- (f) Đurđevka
- (f) Đurđica

## E
- (m) Emil
- (m) Emilijan
- (f) Ema
- (f) Eva (en)
- (f) Evgenija
- (f) Evdokija
- (f) Evica
- (f) Ekatarina
- (f) Elena
- (f) Eleonora
- (f) Elizabeta
- (f) Emilija

## F
- (m) Fedor
- (m) Feodor
- (m) Filip
- (m) Filiman
- (m) Filotej
- (m) Fotije
- (f) Fanija
- (f) Fema
- (f) Filipa
- (f) Filipinka

## G
- (m) Gavra
- (m) Gavrilo
- (m) Gvozden
- (m) Genadije
- (m) Georgije
- (m) Gerasim
- (m) German
- (m) Gligorije
- (m) Gojko
- (m) Golub
- (m) Goran
- (m) Goroljub
- (m) Gradimir
- (m) Gradiša
- (m) Grga
- (m) Grgo
- (m) Grgur
- (m) Grigorije
- (m) Grozdan
- (m) Gruja
- (m) Grujica
- (f) Gabrijela
- (f) Gavrila
- (f) Gavrilka
- (f) Gaga
- (f) Gara
- (f) Gvozdenija
- (f) Georgina
- (f) Gina
- (f) Glorija
- (f) Gmitra
- (f) Goja
- (f) Golubica
- (f) Gordana
- (f) Gorica
- (f) Gorjanka
- (f) Gospava
- (f) Goca
- (f) Gradimirka
- (f) Grozda
- (f) Grozdana

## H
- (m) Haralampije
- (m) Hariton
- (m) Hodislav
- (m) Hrabar
- (m) Hrabren
- (m) Hranisav
- (m) Hranislav
- (m) Hristivoj
- (m) Hristivoje
- (m) Hvalimir
- (m) Hvaloje
- (f) Helena
- (f) Hranislava
- (f) Hranislavka
- (f) Hristina

## I
- (m) Ivan
- (m) Ivica
- (m) Ivko
- (m) Ivo
- (m) Iglup
- (m) Ignjat
- (m) Ignjatije
- (m) Igor
- (m) Ilija
- (m) Irinej
- (m) Isaija
- (m) Isailo
- (m) Isak
- (m) Isidor
- (f) Ikonija
- (f) Ilinka
- (f) Irena
- (f) Irina
- (f) Isodora
- (f) Isidora
- (f) Iva
- (f) Ivana
- (f) Ivanka
- (f) Ivka
- (f) Ivona
- (f) Igora
- (f) Igoria

## J
- (m) Jagoš
- (m) Jakov
- (m) Jakša
- (m) Janićije
- (m) Janko
- (m) Janča
- (m) Javor
- (m) Jevrem
- (m) Jevta
- (m) Jevtimije
- (m) Jelenko
- (m) Jelisije
- (m) Jeremije
- (m) Jerotije
- (m) Jezdimir
- (m) Jovan
- (m) Jovica
- (m) Joviša
- (m) Joksim
- (m) Jordan
- (m) Josif
- (m) Jugomir
- (m) Jugoslav
- (m) Julijan
- (m) Justin
- (f) Javorka
- (f) Jaglika
- (f) Jagoda
- (f) Jadranka
- (f) Jana
- (f) Janovka
- (f) Jasmina
- (f) Jasminka
- (f) Jasna
- (f) Jevdokija
- (f) Jevrosima
- (f) Jela
- (f) Jelena
- (f) Jelika
- (f) Jelisaveta
- (f) Jelisavka
- (f) Jelica
- (f) Jelka
- (f) Jefimija
- (f) Jovana
- (f) Jovanka
- (f) Jorgovanka
- (f) Jordanka
- (f) Julija
- (f) Julijana
- (f) Julka

## K
- (m) Kamenko
- (m) Kiprijan
- (m) Kirilo
- (m) Kojadin
- (m) Komnen
- (m) Konstantin
- (m) Kornelije
- (m) Kosan
- (m) Kosta
- (m) Kostadin
- (m) Koča
- (m) Krsman
- (m) Krsta
- (m) Krstan
- (m) Krstivoje
- (m) Kuzman
- (f) Kadivka
- (f) Karolina
- (f) Kasija
- (f) Katarina
- (f) Katica
- (f) Kleopatra
- (f) Koviljka
- (f) Kojadinka
- (f) Kosana
- (f) Kosara
- (f) Kosovka
- (f) Kostadinka
- (f) Kristina
- (f) Krsmanija
- (f) Krstana
- (f) Krstina
- (f) Krunoslava
- (f) Ksenija

## L
- (m) Lavrentije
- (m) Laza
- (m) Lazar
- (m) Lale
- (m) Leontije
- (m) Lepoje
- (m) Lepomir
- (m) Lola
- (m) Luka
- (f) Lara
- (f) Latinka
- (f) Lela
- (f) Lena
- (f) Lenka
- (f) Leonida
- (f) Leonora
- (f) Lepa
- (f) Leposava
- (f) Lidija
- (f) Liza
- (f) Lila
- (f) Lilijana
- (f) Lola
- (f) Lorena
- (f) Luca
- (f) Lucija
- (f) Ludmila

## Lj
- (m) Ljuba
- (m) Ljuban
- (m) Ljubivoje
- (m) Ljubinko
- (m) Ljubiša
- (m) Ljubo
- (m) Ljubodrag
- (m) Ljubomir
- (m) Ljupče
- (f) Ljeposava
- (f) Ljilja
- (f) Ljiljana
- (f) Ljuba
- (f) Ljubica
- (f) Ljubinka
- (f) Ljubomirka
- (m) Ljupko
- (f) Ljupka

## M
- (m) Makarije
- (m) Maksim
- (m) Manojlo
- (m) Marijan
- (m) Marinko
- (m) Marjan
- (m) Marko
- (m) Mateja
- (m) Matija
- (m) Melentije
- (m) Metodije
- (m) Mijailo
- (m) Mijalko
- (m) Mijat
- (m) Miladin
- (m) Milan
- (m) Milanko
- (m) Mile
- (m) Milenko
- (m) Milentije
- (m) Mileta
- (m) Milivoje
- (m) Milija
- (m) Milijan
- (m) Milinko
- (m) Milisav
- (m) Milić
- (m) Milovan
- (m) Miloje
- (m) Milojko
- (m) Milorad
- (m) Miloš
- (m) Milun
- (m) Milutin
- (m) Miljan
- (m) Miodrag
- (m) Miomir
- (m) Mirko
- (m) Miroljub
- (m) Miroslav
- (m) Mirčeta
- (m) Mišel
- (m) Miško
- (m) Mitar
- (m) Mihajlo
- (m) Mladen
- (m) Mladomir
- (m) Mojsilo
- (m) Momir
- (m) Momčilo
- (m) Moša
- (m) Milomir
- (f) Magdalena
- (f) Makrena
- (f) Maja
- (f) Makrena
- (f) Malina
- (f) Margareta
- (f) Marica
- (f) Marija
- (f) Marijana
- (f) Marta (en)
- (f) Mašinka
- (f) Melanija
- (f) Mila
- (f) Miladinka
- (f) Mileva
- (f) Milena
- (f) Milenija
- (f) Milesa
- (f) Milijana
- (f) Milica
- (f) Milka
- (f) Milojka
- (f) Milunka
- (f) Milja
- (f) Mirjana
- (f) Miroslava
- (f) Mitra
- (f) Martina
- (f) Mara

## N
- (m) Najdan
- (m) Nastas
- (m) Naum
- (m) Nebojša
- (m) Negovan
- (m) Negomir
- (m) Negoslav
- (m) Nedeljko
- (m) Nemanja
- (m) Nenad
- (m) Neofit
- (m) Nestor
- (m) Neško
- (m) Neven (de)
- (m) Nikita
- (m) Nikodim
- (m) Nikola
- (m) Nikon
- (m) Nikša
- (m) Ninko
- (m) Ninoslav
- (m) Nićifor
- (m) Novak
- (m) Novica
- (m) Novko
- (f) Nada
- (f) Nadežda (en)
- (f) Nastasija
- (f) Natalija
- (f) Nataša
- (f) Nena
- (f) Nevena
- (f) Nevenka
- (f) Negosava
- (f) Nedeljka
- (f) Nerandža
- (f) Nikita
- (f) Nikolija
- (f) Nikolina
- (f) Ninoslava
- (f) Novka
- (f) Nina

## Nj
- (m) Njegovan
- (m) Njegoje
- (m) Njegomir
- (m) Njegosav
- (m) Njegoslav
- (m) Njegoš
- (m) Njeguš
- (f) Njegosava
- (f) Njegoslava

## O
- (m) Obrad
- (m) Obradin
- (m) Obren
- (m) Ognjen
- (m) Ozren
- (m) Oliver
- (m) Omilj
- (m) Ostoja
- (f) Obradinka
- (f) Obrenija
- (f) Ozarija
- (f) Ozrenka
- (f) Olga
- (f) Olgica
- (f) Olivera
- (f) Oliverka
- (f) Olja

## P
- (m) Pavić
- (m) Pavle
- (m) Pantelija
- (m) Paun
- (m) Pera
- (m) Petar
- (m) Petko
- (m) Petronije
- (m) Pimen
- (m) Prvoslav
- (m) Prvul
- (m) Predrag
- (m) Prerad
- (m) Pribislav
- (m) Prijezda
- (m) Prodan
- (m) Prokopije
- (m) Prohor
- (m) Puniša
- (m) Puriša
- (f) Pava
- (f) Pavlija
- (f) Pajka
- (f) Paraskeva
- (f) Pauna
- (f) Pelagija
- (f) Peladija
- (f) Perka
- (f) Persa
- (f) Persida
- (f) Perunika
- (f) Petra
- (f) Petrija
- (f) Petruša
- (f) Podgorka
- (f) Poleksija
- (f) Prvoslava
- (f) Prvoslavka
- (f) Prodana
- (f) Poljka

## R
- (m) Radan
- (m) Rade
- (m) Radenko
- (m) Radivoj
- (m) Radivoje
- (m) Radisav
- (m) Radič
- (m) Radiša
- (m) Radmilo
- (m) Radovan
- (m) Radoje
- (m) Radojica
- (m) Radojko
- (m) Radojlo
- (m) Radoljub
- (m) Radoman
- (m) Radomir
- (m) Radonja
- (m) Radosav
- (m) Radoslav
- (m) Radoš
- (m) Radul
- (m) Radule
- (m) Rajica
- (m) Rajko
- (m) Randjel
- (m) Ranisav
- (m) Ranko
- (m) Rastislav
- (m) Rastko
- (m) Ratibor
- (m) Ratimir
- (m) Ratko
- (m) Ratomir
- (m) Rafailo
- (m) Raško
- (m) Relja
- (m) Ristivoj
- (m) Ristivoje
- (m) Rodoljub
- (m) Rozmir
- (m) Rozomir
- (m) RomanRuvim
- (m) Rusomir
- (f) Ravija
- (f) Ravijojla
- (f) Radenka
- (f) Radivojka
- (f) Radija
- (f) Radinka
- (f) Radmila
- (f) Radojka
- (f) Radojla
- (f) Radomirka
- (f) Radoslava
- (f) Radoslavka
- (f) Razumenka
- (f) Rajka
- (f) Ranđija
- (f) Ranka
- (f) Ratiborka
- (f) Ratka
- (f) Roksanda
- (f) Roksandra
- (f) Ruža
- (f) Ružica
- (f) Ruzmirka
- (f) Rumenka

## S
- (m) Saša
- (m) Sava
- (m) Savo
- (m) Savatije
- (m) Samuilo
- (m) Svetislav
- (m) Svetozar
- (m) Svetoje
- (m) Svetolik
- (m) Svetomir
- (m) Sekula
- (m) Selimir
- (m) Serafim
- (m) Sergije
- (m) Sibin
- (m) Sima
- (m) Simeon
- (m) Siniša
- (m) Slađan
- (m) Slaven
- (m) Slavenko
- (m) Slaviša
- (m) Slavko
- (m) Slavoljub
- (m) Slobodan
- (m) Sotir
- (m) Sofronije
- (m) Spasoje
- (m) Spira
- (m) Spiridon
- (m) Spomenko
- (m) Srba
- (m) Srbislav
- (m) Srboljub
- (m) Srđa
- (m) Srđan
- (m) Sredoje
- (m) Sreten
- (m) Sretoje
- (m) Srećko
- (m) Srpko
- (m) Stavra
- (m) Stamenko
- (m) Stanimir
- (m) Stanislav
- (m) Staniša
- (m) Stanko
- (m) Stanoje
- (m) Stanojlo
- (m) Steva
- (m) Stevan
- (m) Stepan
- (m) Stefan
- (m) Stojadin
- (m) Stojan
- (m) Stojiljko
- (m) Stojko
- (m) Stojmen
- (m) Stokan
- (m) Stole
- (m) Strajin
- (m) Strahinja
- (m) Stracimir
- (f) Sabrina
- (f) Sana
- (f) Sava
- (f) Saveta
- (f) Savka
- (f) Sajka
- (f) Sandra (de)
- (f) Sanja
- (f) Sara
- (f) Svetislava
- (f) Svetislavka
- (f) Svetlana
- (f) Senka
- (f) Selena (en)
- (f) Sibinka
- (f) Simeuna
- (f) Simka
- (f) Simona
- (f) Simonida
- (f) Sinđelija
- (f) Slađa
- (f) Slađana
- (f) Slavenka
- (f) Slavica
- (f) Slavka
- (f) Slavna
- (f) Slobodanka
- (f) Smilja
- (f) Smiljana
- (f) Smiljka
- (f) Snežana
- (f) Soja
- (f) Sojka
- (f) Soka
- (f) Sonja
- (f) Sofija
- (f) Spasenija
- (f) Spomenka
- (f) Srbijanka
- (f) Srbislava
- (f) Sretenka
- (f) Stajka
- (f) Staka
- (f) Stamena
- (f) Stamenija
- (f) Stamenka
- (f) Stana
- (f) Stanija
- (f) Stanika
- (f) Stanislava
- (f) Stanica
- (f) Stanka
- (f) Stanojka
- (f) Stanojla
- (f) Stevanija
- (f) Stevka
- (f) Stoja
- (f) Stojadinka
- (f) Stojana
- (f) Stojanka
- (f) Stojka
- (f) Stojna
- (f) Suzana
- (f) Sunčica

## Š
- (m) Šako
- (m) Šale
- (m) Šiško
- (m) Špiro
- (f) Šana

## T
- (m) Tadija
- (m) Tanasije
- (m) Tanasko
- (m) Tatomir
- (m) Taško
- (m) Teodor
- (m) Teodosije
- (m) Teofan
- (m) Teohar
- (m) Tešman
- (m) Timotije
- (m) Tiosav
- (m) Tihomir
- (m) Tode
- (m) Todor
- (m) Toma
- (m) Tomislav
- (m) Toplica
- (m) Toša
- (m) Trajan
- (m) Trajko
- (m) Trivun
- (m) Trifun
- (m) Tugomir
- (f) Tada
- (f) Tamara
- (f) Tankosava
- (f) Tanja
- (f) Tatjana
- (f) Teodora
- (f) Tijana
- (f) Tina
- (f) Todora
- (f) Tomanija
- (f) Tomka
- (f) Trajanka

## U
- (m) Uglješa
- (m) Ugren
- (m) Uranko
- (m) Uroš
- (m) Utešen
- (f) Ubavka, Una

## V
- (m) Vajo
- (m) Vanja
- (m) Vasilije
- (m) Vasilj
- (m) Vekoslav
- (m) Velibor
- (m) Velizar
- (m) Velimir
- (m) Velisav
- (m) Veličko
- (m) Veljko
- (m) Veroljub
- (m) Veselin
- (m) Vidak
- (m) Vidoje
- (m) Viktor
- (m) Vilotije
- (m) Vitomir
- (m) Vikentije
- (m) Višeslav
- (m) Vladan
- (m) Vladeta
- (m) Vladimir
- (m) Vladislav
- (m) Vlajko
- (m) Vlastimir
- (m) Vojimir
- (m) Vojin
- (m) Vojislav
- (m) Vojkan
- (m) Vujadin
- (m) Vuk
- (m) Vukadin
- (m) Vukajlo
- (m) Vukan
- (m) Vukašin
- (m) Vukmir
- (m) Vukoje
- (m) Vukola
- (m) Vukosav
- (m) Vukota
- (m) Vuksan
- (m) Vučko
- (f) Valentina
- (f) Valerija
- (f) Varvara
- (f) Vasilija
- (f) Vasiljka
- (f) Vaskrsija
- (f) Veliborka
- (f) Velinka
- (f) Vera
- (f) Verica
- (f) Verka
- (f) Veronika
- (f) Veroslava
- (f) Veselinka
- (f) Vesna
- (f) Vidosava
- (f) Viktorija
- (f) Vinka
- (f) Violeta
- (f) Višeslava
- (f) Višnja
- (f) Vladanka
- (f) Vladislava
- (f) Vlastimirka
- (f) Vojislava
- (f) Vujadinka
- (f) Vujka
- (f) Vukadinka
- (f) Vukica
- (f) Vukosava
- (f) Vuksana

## Z
- (m) Zaviša
- (m) Zarija
- (m) Zarije
- (m) Zdravko
- (m) Zdravoljub
- (m) Zlatan
- (f) Zlatana
- (m) Zlatibor
- (m) Zlatko
- (m) Zlatoje
- (m) Zlatokos
- (m) Zlatomir
- (m) Zlatosav
- (m) Zlatoslav
- (m) Zoran
- (m) Zosim
- (m) Zrinko
- (m) Zvezdan
- (m) Zvonko
- (m) Zeljko
- (f) Zaga
- (f) Zagorka
- (f) Zvezdana
- (f) Zvonka
- (f) Zdravka
- (f) Zlatana
- (f) Zlatica
- (f) Zlatomirka
- (f) Zora
- (f) Zorana
- (f) Zorica
- (f) Zorislava
- (f) Zorka

## Ž
- (m) Žarko
- (m) Želimir
- (m) Željko
- (m) Živadin
- (m) Živan
- (m) Živanko
- (m) Živko
- (m) Živojin
- (m) Živomir
- (m) Živorad
- (m) Života
- (m) Žika
- (f) Žaklina
- (f) Želimirka
- (f) Željana
- (f) Željka
- (f) Živadinka
- (f) Živana
- (f) Živanka
- (f) Živka
- (f) Živkica
- (f) Živodarka
- (f) Živoratka
- (f) Živoslava
- (f) Živoslavka
- (f) zinia